# بارتنهایم
بارتنهایم (به فرانسوی: Bartenheim) یک کمون (فرانسه) در فرانسه است که در canton of Sierentz واقع شده‌است. بارتنهایم ۱۲٫۸۶ کیلومتر مربع مساحت دارد ۲۶۰ متر بالاتر از سطح دریا واقع شده‌است.